# Округ Сибола (Њу Мексико)
Сибола (енгл. Cibola County) је округ у америчкој савезној држави Њу Мексико.

## Демографија
По попису из 2010. године број становника је 27.213, што је 1.618 (6,3%) становника више него 2000. године.
| Група             | 2000.         | 2010.         |
| Белци             | 6.325 (24,7%) | 5.857 (21,5%) |
| Афроамериканци    | 246 (1,0%)    | 275 (1,0%)    |
| Азијати           | 98 (0,4%)     | 149 (0,5%)    |
| Хиспаноамериканци | 8.555 (33,4%) | 9.934 (36,5%) |
| Укупно            | 25.595        | 27.213        |